# قائمة الشركات التي تملكها الحكومة السعودية
هذه قائمة بالشركات السعودية التي تمتلكها الحكومة السعودية أو تمتلك أغلب أسهمها

## القائمة
| #  | اسم الشركة                                       | سنة التأسيس   | الشعار | | م           |
| -- | ------------------------------------------------ | ------------- | ------ | --- | ----------- |
| 1  | أرامكو السعودية                                  | 1933          |        | شركة تعمل في مجالات النفط والغاز الطبيعي والبتروكيماويات والأعمال المتعلقة بها من تنقيب وإنتاج وتكرير وتوزيع وشحن وتسويق، شركة عالمية متكاملة تم تأميمها عام 1988م، مقرها الرئيسي في الظهران. تعد أكبر شركة في العالم من حيث القيمة السوقية حيث بلغت قيمتها السوقية 781 مليار في عام 2006م | [ 1 ]       |
| 2  | البنك الأهلي التجاري                             | 1953          |        | أكبر البنوك السعودية والعربية، وأعرقها، بدأ البنك نشاطه بموجب الأمر السامي الكريم في 20 ربيع ثاني 1373 هـ الموافق 26 ديسمبر 1953م. بلغ رأسمال البنك عند تأسيسه 30 مليون ريال سعودي أو ما يعادل حوالي 8 ملايين دولار.                                                                       | [ 2 ] [ 3 ] |
| 3  | السعودية البيرق                                  | 2016          |        | شركة طيران فاخر تابعة للخطوط السعودية، تشغل بواسطة طيران السعودية الخاص. انطلقت الشركة في يوم الأربعاء 25 شعبان 1437هـ الموافق 1 يونيو 2016م. تقدم رحلات مجدولة فاخرة بين الرياض وجدة. | [ 4 ]       |
| 4  | السعودية لهندسة وصناعة الطيران                   | 1959          |        | تعتبر الذراع التقنية لشركة الخطوط الجوية العربية السعودية، وهي شركة رائدة في مجال صيانة الطائرات في المملكة العربية السعودية ومنطقة الشرق الأوسط وشمال أفريقيا ولديها أكثر من 50 عامًا من الخبرة.                                                                                           | [ 5 ]       |
| 5  | السوق المالية السعودية                           |               |        | |             |
| 6  | الشركة السعودية لتهيئة وصيانة الطائرات           | مارس 2015     |        | شركة متخصصة في صيانة وإصلاح الطائرات وهياكلها وقطع غيارها وأجهزة الملاحة الجوية. تأسست في شهر مارس 2015، من قبل صندوق الاستثمارات العامة | [ 6 ] [ 7 ] |
| 7  | الشركة السعودية للإلكترونيات الدفاعية            |               |        | |             |
| 8  | الشركة السعودية للتنمية والاستثمار التقني        | 21 يونيو 2011 |        | تأسست الشركة (TAQNIA) في يونيو 2011 وذلك لتوطين التكنولوجيا في المملكة العربية السعودية وتسويق مخرجات مراكز البحث والتطوير. تعود ملكيتها لـ صندوق الاستثمارات العامة | [ 8 ]       |
| 9  | الشركة السعودية للخدمات الأرضية                  |               |        | |             |
| 10 | الشركة السعودية للخطوط الحديدية                  |               |        | |             |
| 11 | الشركة السعودية للصناعات العسكرية                |               |        | |             |
| 12 | الشركة السعودية للكهرباء                         |               |        | |             |
| 13 | الشركة الكيميائية السعودية                       |               |        | |             |
| 14 | الشركة الوطنية السعودية للنقل البحري             |               |        | |             |
| 15 | الهيئة السعودية للمياه                           |               |        | |             |
| 16 | المؤسسة العامة للصناعات العسكرية                 |               |        | |             |
| 17 | بنك الخليج الدولي                                |               |        | |             |
| 18 | بنك الرياض                                       |               |        | |             |
| 19 | دسر                                              |               |        | |             |
| 20 | سابك                                             |               |        | |             |
| 21 | الخطوط السعودية                                  |               |        | |             |
| 22 | شركة الاتصالات السعودية                          |               |        | |             |
| 23 | شركة التعدين العربية السعودية                    |               |        | |             |
| 24 | شركة الخزف السعودي                               |               |        | |             |
| 25 | شركة الخطوط السعودية لتنمية وتطوير العقار        |               |        | |             |
| 26 | شركة الخطوط السعودية للتموين                     |               |        | |             |
| 27 | شركة الخطوط السعودية للخدمات الطبية              |               |        | |             |
| 28 | شركة الخطوط السعودية للشحن المحدودة              |               |        | |             |
| 29 | شركة جدة للتنمية والتطوير العمراني               |               |        | |             |
| 30 | مجموعة سامبا المالية                             |               |        | |             |
| 31 | الشركة السعودية الاستثمارية لإعادة التدوير (سرك) | 2017          |        | |             |
| 32 | طيران أديل                                       |               |        | |             |